# Jan-Erik Enestam
Jan-Erik Enestam, né le 12 mars 1947 à Västanfjärd, est un homme politique finlandais, membre du Parti populaire suédois de Finlande (SFP).

## Biographie

### Carrière politique

#### Débuts
En 1978, il devient le maire de sa ville natale, Västanfjärd, un poste auquel il renonce en 1983 pour devenir chef de projet au Conseil nordique. Nommé conseiller spécial de la ministre de la Défense Elisabeth Rehn en 1990, il est élu, un an plus tard, député à la Diète nationale.

#### Une longue carrière ministérielle
Le 2 janvier 1995, le Parti populaire suédois le désigne pour prendre la succession de Rehn dans le gouvernement du libéral Esko Aho. Ce dernier doit cependant céder le pouvoir au social-démocrate Paavo Lipponen le 13 avril suivant, qui nomme Jan-Erik Enestam ministre de l'Intérieur.
En 1998, le SFP le choisit comme nouveau président, en remplacement de Ole Norrback, qui vient d'accomplir un mandat de huit ans.
À l'occasion de la formation du gouvernement Lipponen II, le 15 avril 1999, il retrouve son ancien poste de ministre de la Défense. Toutefois, à la suite du remplacement de Lipponen par la libérale Anneli Jäätteenmäki, du fait de la victoire du Parti du centre aux législatives de mars, il devient ministre de l'Environnement le 17 avril 2003. Matti Vanhanen le confirme dans ses fonctions le 24 juin suivant.

#### Retrait de la politique
Remplacé par Stefan Wallin à la présidence de son parti, il quitte le gouvernement le 31 décembre 2006, au profit de ce dernier. Il ne se représente pas aux élections législatives de mars 2007, et devient peu de temps après secrétaire général du Conseil nordique.

### Vie privée
Marié à Solveig Viola Dahlqvist depuis 1970, il est le père de trois enfants.